# Piotr Świątecki
Piotr Świątecki (ur. 14 sierpnia 1958 w Warszawie) – polski prawnik, inżynier i urzędnik państwowy, w latach 2019–2020 szef Kancelarii Senatu.

## Życiorys
W 1982 ukończył studia z zakresu inżynierii budownictwa na Wydziale Inżynierii Lądowej Politechniki Warszawskiej. W 1990 uzyskał magisterium z prawa na Wydziale Prawa i Administracji Uniwersytetu Warszawskiego. Absolwent podyplomowego studium zagadnień legislacyjnych na UW oraz studium integracji europejskiej, a także szkoły podchorążych rezerwy we Wrocławiu z 1986.
Jako inżynier pracował przy projektowaniu dróg oraz lotnisk. Zajmował się kwestiami restrukturyzacji przedsiębiorstw oraz zamówieniami publicznymi, przez kilkanaście lat orzekał w postępowaniach arbitrażowych przy Urzędzie Zamówień Publicznych. Pracował jako legislator, a także szkoleniowiec i wykładowca (na Politechnice Warszawskiej i w Wyższej Szkole Kadr Menedżerskich w Koninie). Autor publikacji z zakresu prawa, zamówień publicznych, transportu i tematyki historycznej, a także ekspertyz dotyczących kwestii transportu i zamówień publicznych. Członek rady programowej miesięcznika „Zamówienia Publiczne. Doradca”.
W 1997 podjął pracę w Kancelarii Senatu, w 2002 objął stanowisko dyrektora Biura Spraw Senatorskich. 3 grudnia 2019 marszałek Senatu Tomasz Grodzki powołał go na szefa Kancelarii Senatu. Zastąpił na tej funkcji Jakuba Kowalskiego. 12 sierpnia 2020 zrezygnował ze stanowiska.